# 蜥蜴の尻尾切り
『蜥蜴の尻尾切り』（とかげのしっぽきり）は、CYCLETから2015年11月27日に発売されたアダルトゲーム。
アナザーストーリーにあたる「蜥蜴の尻尾切り ～切れないしっぽ～」は2016年1月29日の発売を予定している。

## 解説
「切断」をテーマとしたアダルトゲームである本作は、それにまつわるシーンが大半を占める猟奇的な作品となっている。
ただし、単なる猟奇物ではなく、「なぜ主人公は女性たちを切り刻み、なぜ女性たちはそれを受け入れるのか」という点に焦点があてられており、CycletはGame-Styleに寄せたメーカーコメントの中で「トラウマを抱えたヒロインたちの深層心理に迫った作品にする」と語っている。また、シナリオライターの五月雨だるまは、登場人物たちが狂気に陥る過程を見たら笑えなくなる、と電撃姫に寄せたコメントで述べている。
ゲーム制作にあたり、序章はプレイしていてあえて意味が分からないようにしたと、えもんは語っており、体験版は序章のほぼすべての部分が使われた。また、公式ホームページで公開された「叶バージョン」の体験版のほかにも、Getchu.comでは「智秋バージョン」が、電撃姫.comでは「真菜香バージョン」の体験版がそれぞれ公開された。
パッケージ版が発売された2015年11月27日、アナザーストーリーにあたる「蜥蜴の尻尾切り ～切れないしっぽ～」のティザーサイトが公開された。
「切れないしっぽ」は、本編と同じテーマを扱いつつも、秀とヒロインの未来を隠すことなく描いた内容にする予定であると、ディレクターのえもんは語っている。
その後、「切れないしっぽ」のダウンロード版の発売日が2016年1月29日に決まった。
『画竜点睛ADV』というジャンル名は「最後まで読まないと意味が理解できない作品」であることを示すためにつけられた。

## あらすじ
学園の優等生・猪上 秀は、駅のホームで人身事故が発生した際、周りの狼狽ぶりを気にせずに、「尻尾が再生しない蜥蜴がいるのなら、再生できる人間もいるのではないか」と、轢死体を見下ろしながらつぶやいた。
そして、彼は自分の考えを試すべく、自分の周りの女性たちを切り刻むという形で検証を行っていくことにした。

### 蜥蜴の尻尾切り ～切れないしっぽ～
幼なじみの秀と同じ学園に入学しようとしていた城戸崎 荊は、不治の病により医者から余命半年であると告げられる。
彼女は秀に自らのことを忘れるようにと告げた。だが、そのことで秀はおかしくなってしまい、荊は悲しみのあまりホームから飛び降りようとした。
彼女のことを他人だと思い込もうとしていた秀は、彼女を引き留め口づけをかわした。
かくして、二人はともに過ごすことにした。
性交により、荊の病は秀にも伝染し、二人は亡くなった。

## 登場人物
猪上 秀（いのうえ しゅう）
本作の主人公。真面目な優等生として学園では知られている。いつも熱中できるものをほしいと思っている。
五月雨だるまは、「秀は自分の都合の良い解釈を得るために理性を切り捨てた結果、少し考えるとおかしいことを言うような人物になった」と話しており、「シナリオを書き進めていたとき、秀は狂っていると感じた」と電撃姫に寄せたコメントで述べている。
駅のホームで投身自殺した城戸崎 荊とは幼馴染にあたり、彼女を見殺しにしたことが原因で精神的におかしくなってしまった。アナザーストーリーである『切れないしっぽ』では彼女の自殺を引き留め、共に過ごすことを誓った。
美濃町 叶（みのまち かなう）
声：奥山歩
秀と同じ学園の生徒。優秀な秀に嫉妬しているうちに知り合うようになり、彼に恋するまでに至った。
えもんは、叶ルートは本作において重要な位置づけにあり、切断シーンが他ルートよりも多いと話している。
物部 智秋（ものべ ちあき）
声：木多野あり
秀と同じ学園の生徒。秀が来るまでは校内試験で毎回一位をとっており、授業以外の勉強をあまりしていないのに一位の座をほしいままにする彼をよく思っていない。
和泉 真菜香（いずみ まなか）
声：唯香
秀と同じ学園の生徒。授業についていけず不登校になりかかっている。学校に来ても、自分の興味のある授業にしか出席せず、試験には参加していない。
えもんは、立ち位置の近い智秋のルートと内容が似ていることを認めつつも、有る点において決定的な違いがあると語っている
城戸崎 荊（きどざき いばら）
声：手塚りょうこ
秀の幼馴染兼恋人。秀と同じ学園に入学しようとしていた矢先、不治の病で余命が半年しかなかったため、秀に自らのことを忘れるよう告げた結果、彼がおかしくなってしまったため、『蜥蜴の尻尾切り』冒頭ではホームから飛び降りて自殺した。

## 主題歌
- 『嘘だったらいい』

作詞：赤奥 刺/作曲：HIRO.K/歌：RUNA